# Marcel Fässler (bobsleigh)
Pour les articles homonymes, voir Marcel Fässler.
Marcel Fässler, né le 21 février 1959, est un bobeur suisse champion olympique en bob à quatre en 1988.

## Carrière
En 1988, Marcel Fässler prend part aux seuls Jeux olympiques de sa carrière à Calgary au Canada. Il participe à l'épreuve de bob à quatre avec Ekkehard Fasser, Kurt Meier et Werner Stocker dans le bob suisse I. Troisième après deux manches, son bob piloté par Fasser dépasse l'Allemagne de l'Est I, favorite, grâce au meilleur temps de la compétition réalisé dans la troisième manche et devient champion olympique.

## Palmarès

### Jeux Olympiques
- : médaillé d'or en bob à 4 aux JO 1988.